# لوسيت شمبوركي
لوسيت شمبوركي (الاسم العلمي: Lecythis schomburgkii) هو نوع من النباتات يتبع جنس اللوسيت من الفصيلة اللوسيتية. تم وصف هذا النوع من النبات علمياً لأول مرة من قبل أوتو كارل بيرغ سنة 1856. سمي هذا النوع نسبةً إلى عالم النبات الألماني روبرت هرمان شمبورك.